# Бутилиці (Владимирська область)
Бутилиці (рос. Бутылицы) — село у Мелєнковському районі Владимирської області Російської Федерації.
Входить до складу муніципального утворення Бутилицьке сільське поселення. Населення становить 1171 особу (2010).

## Історія
Село розташоване на землях фіно-угорського народу мещери.
Від 10 квітня 1929 року належить до Мелєнковського району, утвореного спочатку у складі Івановської промислової області, а відтак від 14 серпня 1944 року у складі новоутвореної Владимирської області.
Згідно із законом від 11 травня 2005 року входить до складу муніципального утворення Бутилицьке сільське поселення.

## Населення
| 1859 | 1897  | 1905  | 1926  | 2002  | 2010  |
| ---- | ----- | ----- | ----- | ----- | ----- |
| 1021 | ↗1275 | ↗1490 | ↗1839 | ↘1350 | ↘1171 |